# ميغل لوبيز دي ليغازبي
ميغيل لوبيز دي ليغازبي (بالإسبانية: Miguel López de Legazpi)‏ (تلفظ بالإسبانية: ‎/miˈɣel ˈlopeθ ðe leˈɣaθpi/‏)، والمعروف أيضاً باسم أديلانتادو وإل فيخو (الزعيم بالاسبانية) (1502 - 20 أغسطس 1572)، الملاح والحاكم الإسباني الذي أسس أول مستوطنة إسبانية في جزر الهند الشرقية، عندما عبرت بعثته المحيط الهادئ من نائب الملك إسبانيا الجديدة في المكسيك المعاصرة، حيث وصل إلى سيبو بجزر الفلبين عام 1565. وكان أول حاكم عام لجزر الهند الشرقية الإسبانية التي شملت الفلبين وأرخبيلات المحيط الهادئ الأخرى، وهي غوام وجزر الماريانا. بعد حصوله على السلام مع مختلف الدول والممالك الأصلية، جعل من سيبو عاصمة جزر الهند الشرقية الإسبانية في عام 1565 ونقلها فيما بعد إلى مدينة مانيلا في 1571. تحمل ليجازبي عاصمة مقاطعة ألباي اسمه في الوقت الحالي.

## المكسيك

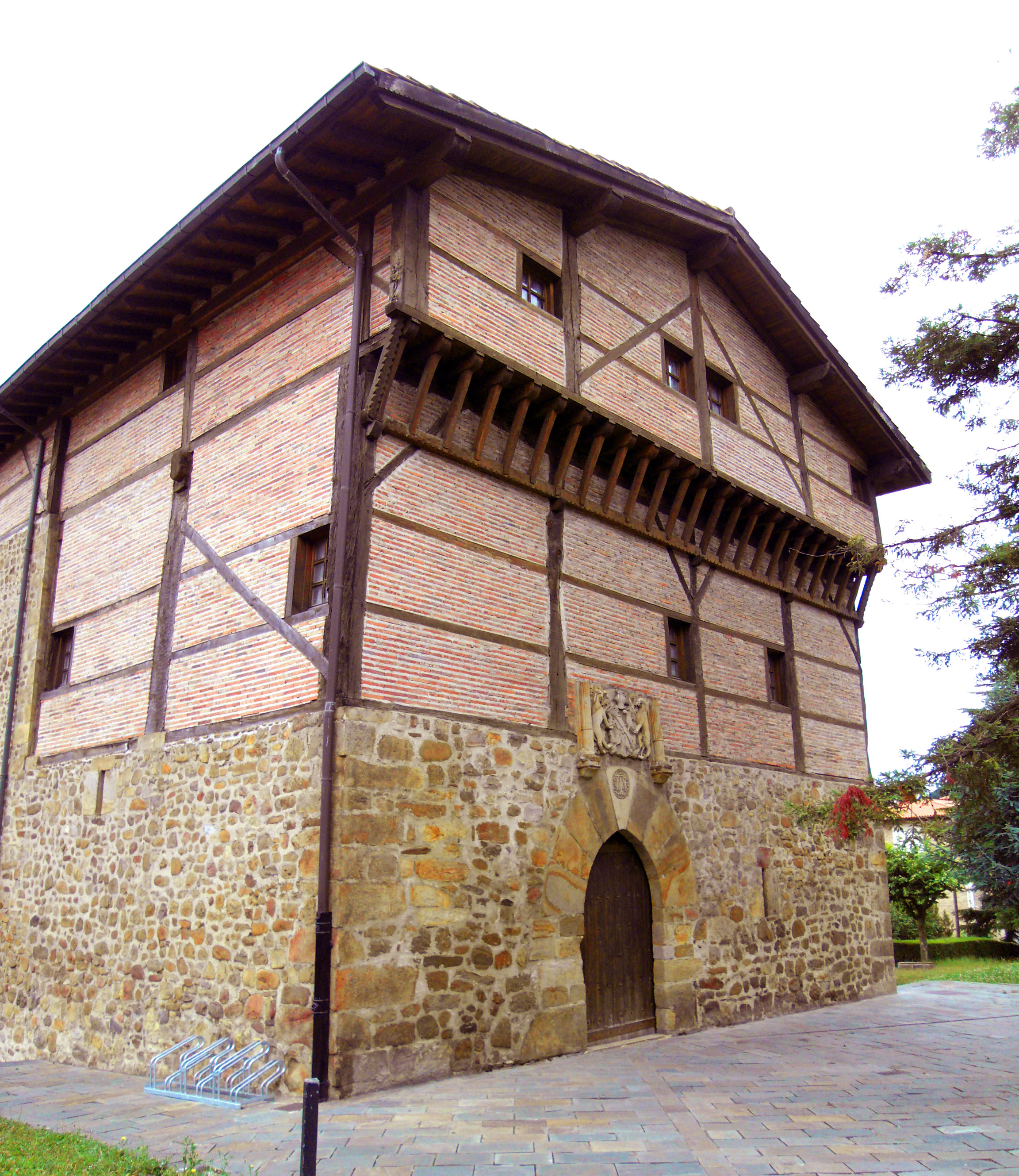
مسقط رأس لوبيز دي ليغزبي في ثوماراغا ، إقليم الباسك

في عام 1528، قام هيرنان كورتيس بانشاء مستوطنات في أمريكا الشمالية وسافر لوبيز دي ليغزبي إلى المكسيك (إسبانيا الجديدة) لبدء حياة جديدة. وكان ذلك بسبب وفاة والديه وعدم رضاه عن أخيه الأكبر الذي ورث ثروة العائلة بالكامل. في تلاكسكالا عمل مع خوان غارسيس وشقيقة خوان «إيزابيل غارسيس» التي تزوجها وأنجب منها تسعة أطفال معها. توفيت إيزابيل في منتصف خمسينيات القرن العشرين.
بين عامي 1528 و 1559، عمل كقائد لمجلس الإدارة المالية والحاكم المدني لمدينة مكسيكو سيتي.

## حملته إلى الفلبين

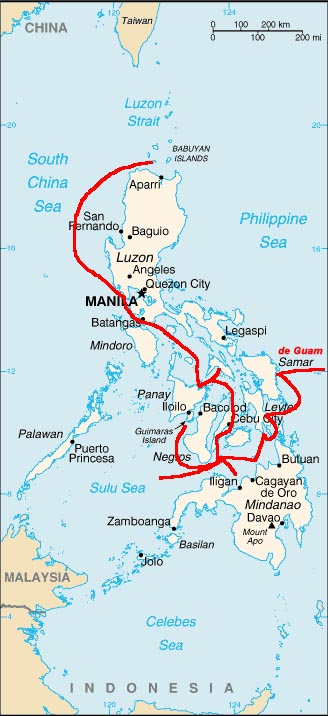
مسار البعثة الاسبانية في الفلبين.

في عام 1564، قام نائب الملك لويس دي فيلاسكو بتكليف لوبيز دي ليجازبي بقيادة رحلة استكشافية في المحيط الهادئ، للعثور على جزر التوابل حيث هبط المستكشفان السابقان فرديناند ماجلان وروي لوبيز دي فيلالوبوس في عامي 1521 و 1543 على التوالي. وقد تم طلب البعثة من قبل فيليب الثاني ملك إسبانيا، حيث تم تسمية الفلبين بعد ذلك من قبل روي لوبيز دي فيلالوبوس نسبة إلى الملك فيليب الثاني. توفي نائب الملك فيلالوبوس في يوليو 1564، لكن رويال أودينسيا (محكمة الاستئناف الأسبانية) ولوبيز دي ليغازبي أكملا الاستعدادات للبعثة.
في 19 أو 20 نوفمبر 1564، أبحرت خمس سفن و 500 جندي من ميناء بارا دي نافيداد (إسبانيا الجديدة) في ما يعرف الآن بولاية خاليسكو في المكسيك. وكان من بين أعضاء البعثة ستة مبشرين أوغسطينيين بالإضافة إلى الأب أندريس دي أوردانيتا الذي شغل منصب الملاح والمستشار الروحي، وميلكور دي ليغازبي (ابن ميغيل لوبيز دي ليغازبي)، وفيليب دي سالسيدو (أحد أحفاد ميغيل لوبيز دي ليغازبي)، وغيدو دي لافيزاريز (المتبقي الوحيد من بعثة فرديناند ماجلان).
أبحر ميغيل لوبيز دي ليغازبي ورجاله في المحيط الهادئ لمدة 93 يومًا. حتى هبطوا في جزر ماريانا في عام 1565، حيث قاموا بإرساء إمداداتهم وتجديدها لفترة وجيزة. وتقاتلوا هناك مع قبائل الشامورو وأحرقوا العديد من الأكواخ.

### الوصول إلى الفلبين
قدم رئيس جزيرة بوهول المسمى كاتونا معلومات إلى ميغيل لوبيز عن سيبو ورافق لوبيز كدليل. أقامت بعثة لوبيز دي ليغازبي قبالة راجاهنات الهندوسي في سيبو في 13 فبراير 1565، لكنها لم تطأ الشاطئ بسبب معارضة من السكان الأصليين:77.
في 22 فبراير 1565 وصلت البعثة إلى جزيرة سامار وعقدت ميثاق الدم مع داتو يوراو. انتقل الأسبان بعد ذلك إلى ليماسوا واستقبلهم داتو بانكاو، ثم إلى بوهول حيث تآخى مع داتو سيكاتونا) وراجا سيغالا. في 16 مارس 1565 قام لوبيز دي ليغازبي بعقد ميثاق الدم مع داتو سيكاتونا:77.
في 27 أبريل 1565، عادت البعثة إلى سيبو وهبطت هناك. ونشبت خلافات مع راجا توباس انتهت بتغلب الاسبان في النهاية. أنشأ الأسبان مستعمرة أطلقوا عليها اسم مستوطنة «فيلا ديل سانتيسيمو نومبر دي خيسوس» وتعني (مدينة يسوع الأكثر قداسة):77.

### باناي وميندورو
في عام 1569 بسبب شح المواد الغذائية في سيبو، تم نقل لوبيز دي ليغازبي إلى مدينة باناي في جزيرة باناي، حيث استقبلهم الناس بسلام في كيداتوان ماجداس. وأسسوا بعد ذلك مستوطنة ثانية أطلقوا عليها اسم كابيز التي تقع الآن في مدينة روخاس في مقاطعة كابيز الواقعة على ضفة نهر باناي. في عام 1570 قام لوبيز دي ليغازبي بإرسال حفيده خوان دي سالسيدو الذي وصل من المكسيك في عام 1567 إلى ميندورو لمعاقبة قراصنة مورو المسلمين الذين كانوا ينهبون قرى باناي باستمرار. دمر سالسيدو أيضاً الحصون في جزر إيلين ولوبانغ على التوالي اللتان تقعان جنوباً وجنوب غرب ميندورو:79.

### لوزون والقبض على مانيلا
في عام 1570 بعد أن سمع ليغازبي عن الموارد الغنية في لوزون، قام لوبيز دي ليجازبي بإرسال مارتين دي غويتي لاستكشاف المنطقة الشمالية. عند الهبوط في باتانغاس بقوة تتكون من 120 جندي من الإسبان، استكشف دي غويتي نهر بانسيبيت الذي يصب في بحيرة تال:79. 79 وفي 8 مايو وصلوا إلى خليج مانيلا. وهناك، رحب بهم السكان الأصليون. كان جنود غويتي يخيمون هناك لبضعة أسابيع أثناء تشكيل تحالف مع الزعيم المسلم راجا ماتاندا (ويعرف أيضا بـ«رجا آتش»)، الذي كان تابعًا لسلطان بروناي. أراد ليغازبي استخدام ميناء مانيلا كقاعدة للتجارة مع الصين. ولكن حليف رجا في الشواطئ الشمالية لخليج مانيلا والمعروف تاريخيا باسم بامباليتو (أو طارق سليمان) في ماكابيبي طلب من رجا سليمان (العجوز القديم) إلغاء تحالفه مع الإسبان. رفض راجا ماتاندا بسبب «كلمة الشرف» للإسبان. كان لدى رجا سليمان شروطه بالنسبة لبامباليتو بأنه إذا كانوا قادرين على قتل ما لا يقل عن 50 من الإسبان فإنه سيلغي تحالفه مع لوبيز دي ليغازبي، وسيساعد «آتش العجوز» في طرد الغزاة. ركب بامباليتو إلى ماكابيبي وشكل أسطولاً يتكون من ألفي وخمسمائة مقاتل من المورو مؤلفًا من جنود من القرى على طول خليج مانيلا خاصة من ماكابيبي وهاغونوي. في 30 مايو 1570، أبحر بامباليتو إلى توندو مع كاراكوا وواجه القوات الإسبانية بقيادة مارتن دي غويتي في قناة بانكوساي في 3 يونيو 1571. لكن بامباليتو وأسطوله خسر المعركة، وبعد اندلاع الخلافات والعداء بين المجموعتين، احتل الأسبان الدولتين الإسلاميتين في توندو وماينيلا.
تم منح مانيلا من قبل غويتي لصالح لوبيز دي ليغازبي الذي غادر باناي. وفي العام نفسه، وصلت المزيد من التعزيزات إلى الفلبين، مما دفع لوبيز دي ليغازبي للمغادرة سيبو إلى باناي ثم إلى لوزون. وقام بتجنيد 250 جندياً إسبانياً و 600 جندياً من المحاربين الأصليين لاستكشاف مناطق ليتي وباناي. وفي العام التالي إلتحق بغويتي وسالسيدو في مانيلا، بعد أن علم أن القرى قد تم فتحها على أيديهم.
خلال المرحلة المبكرة من استكشاف الجزء الشمالي من الفلبين، بقي لوبيز دي ليغازبي في سيبو ولم يرافق رجاله أثناء غزوهم لمانيلا بسبب مشاكل صحية وتقدّم في السن.
في مانيلا، شكل لوبيز دي ليغزبي اتفاق سلام مع المجالس المحلية وكذلك الحكام المحليين، وراجا سليمان ولاكان دولا، لاكان وراجا هما نفس لقب العائلة المالكة. اتفقت المجموعتان على تنظيم مجلس مدينة، يتألف من اثنين من رؤساء البلديات، واثني عشر مستشاراً وسكرتير. أنشأ لوبيز دي ليغازبي مستوطنة جديدة هناك في 24 يونيو 1571، وأمر أيضًا ببناء مدينة إنتراموروس المسورة. وأعلن البلدة كعاصمة للجزيرة، ومقر الحكومة الإسبانية في جزر الهند الشرقية.
بعد هزيمة بامباليتو، أمر ليغازبي استكشاف القرى شمال مانيلا. في سبتمبر 1571، قام غويتي بضم لوباو وبيتيس، ثم وصل إلى المستوطنات في كالومبيت ومالولوس في 14 نوفمبر 1571 وقرى قديمة أخرى معظمها على طول خليج مانيلا. وكان لوبيز دي ليغازبي في ذلك الوقت قد أسس حكومة على الجزر وأصبح أول حاكم إسباني للفلبين.

### السنوات الاخيرة
حكم لوبيز دي ليغازبي الفلبين لمدة عام قبل أن يتوفى فجأة نتيجة السكتة الدماغية في مانيلا في 20 أغسطس 1572 بعد توبيخ أحد المساعدين. مات مفلساً تاركا وراءه بعض البيزوهات، وكان ذلك بسبب أنه قد أنفق معظم ثروته الشخصية خلال الفتوحات. وقد تم دفنه في كنيسة سان أوغسطين التي تقع في مدينة إنتراموروس.
اثناء وفاة لوبيز دي ليغازبي، كانت أجزاء من بيسايا قد انتقلت إلى الحكم الإسباني. وواجه الأسبان مقاومة قوية من قبل طل من السلطان المسلم في جزيرة مينداناو وقبائل سامبال في زامباليس والإغوروت في جبال كورديليريان، وكذلك بعض قراصنة الووكو من الصين واليابان.

## رسائله إلى ملك إسبانيا
خلال سنواته الأخيرة، كتب لوبيز دي ليغازبي عدة رسائل إلى فيليب الثاني ملك إسبانيا عن رحلته إلى جزر الهند الشرقية، وعن الفتوحات التي حققها. وكانت هذه الرسائل مجتمعة معروفة باسم «رسائل إلى الملك فيليبي الثاني: حول البعثات، الفتوحات والتقدم في جزر فلبين»، ولا تزال تلك الرسائل محفوظة في الأرشيف العام للجزر الهندية في إشبيلية بإسبانيا.

## دور الدين في الحملة الإسبانية
في وقت وصول لوبيز دي ليغازبي، كان سكان الأرخبيل يمارسون الإسلام والهندوسية والبوذية والإحيائية. وكان جزء من دوافع الإسبان هو تبشير السكان وتحويل الناس إلى الكاثوليكية الرومانية.
مع الأوغسطينية والفرنسيسكانية وغيرهم من الرهبان، الذين ساعدوه في تشكيل الحكومة على الجزر، عمل لوبيز دي ليغازبي على تحويل السكان الأصليين إلى الديانة المسيحية. في عام 1609 كتب القاضي أنطونيو دي مورجا الأسباب الجنائية في أودينسيا الملكية في إسبانيا الجديدة:
بعد أن تم غزو الجزر من خلال الضوء السيادي للإنجيل المقدس الذي دخل فيه، عُمد الوثنيون، وتم نفي ظلام الوثنية وغيروا أسماءهم المسيحية. كما أن الجزر، التي فقدت اسمها السابق، اتخذت - مع تغيير الدين وتعميد سكانها - جزر الفلبين، تقديراً للمصالح الكبرى التي تلقاها على يد صاحب الجلالة فيليب الثاني، ملكنا، الذي ولحسن حظهم وحكمهم، تم غزوهم وحمايتهم وتشجيعهم، كعمل وإنجاز بيديه المالكين.

## ميراث
خلقت بعثة لوبيز دي ليغازبي واوردانيتا إلى الفلبين فعلياً تجارة سفن غاليون مانيلا عبر المحيط الهادئ، حيث تم تبادل الفضة المستخرجة من المكسيك وبوتوسي للحصول على الحرير الصيني والخزف الصيني والتوابل الإندونيسية والجواهر الهندية وغيرها من السلع الثمينة إلى أوروبا في ذلك الوقت. شكل طريق التجارة رابطاً تجارياً مهما بين أمريكا اللاتينية وآسيا والمحيط الهادئ مع المنتجات التجارية التي تم نقلها حتى إلى أوروبا عبر هافانا غاليون، بينما تمول الإمبراطورية الإسبانية تمويلاً كبيراً. أدى إدخال المكونات والسلع الغربية والإمبريالية إلى «أسبنت» الجزر.
على مدار 333 عاماُ، من عام 1565 عندما أنشأت إسبانيا مستعمرة لأول مرة في البلاد حتى معاهدة باريس في 10 ديسمبر 1898، كانت الفلبين مستعمرة إسبانية (بما في ذلك الأعوام 1762-1764 عندما سيطر البريطانيون على مانيلا ومدينة وميناء كاويته ولكن ليس البلد بأكمله.

## معرض الصور

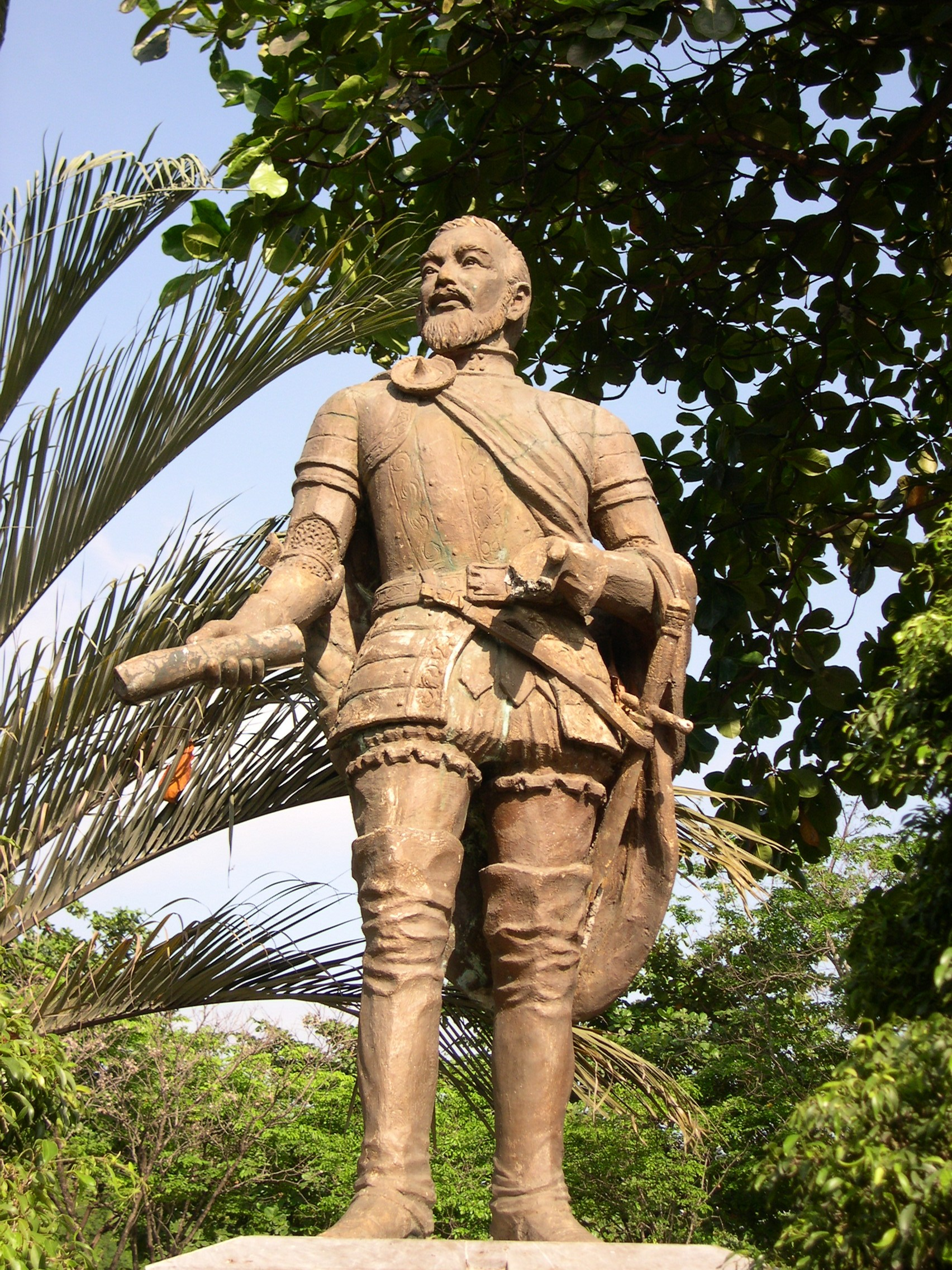
تمثال ليغازبي خارج حصن سان بيدرو ، مدينة سيبو، الفلبين.
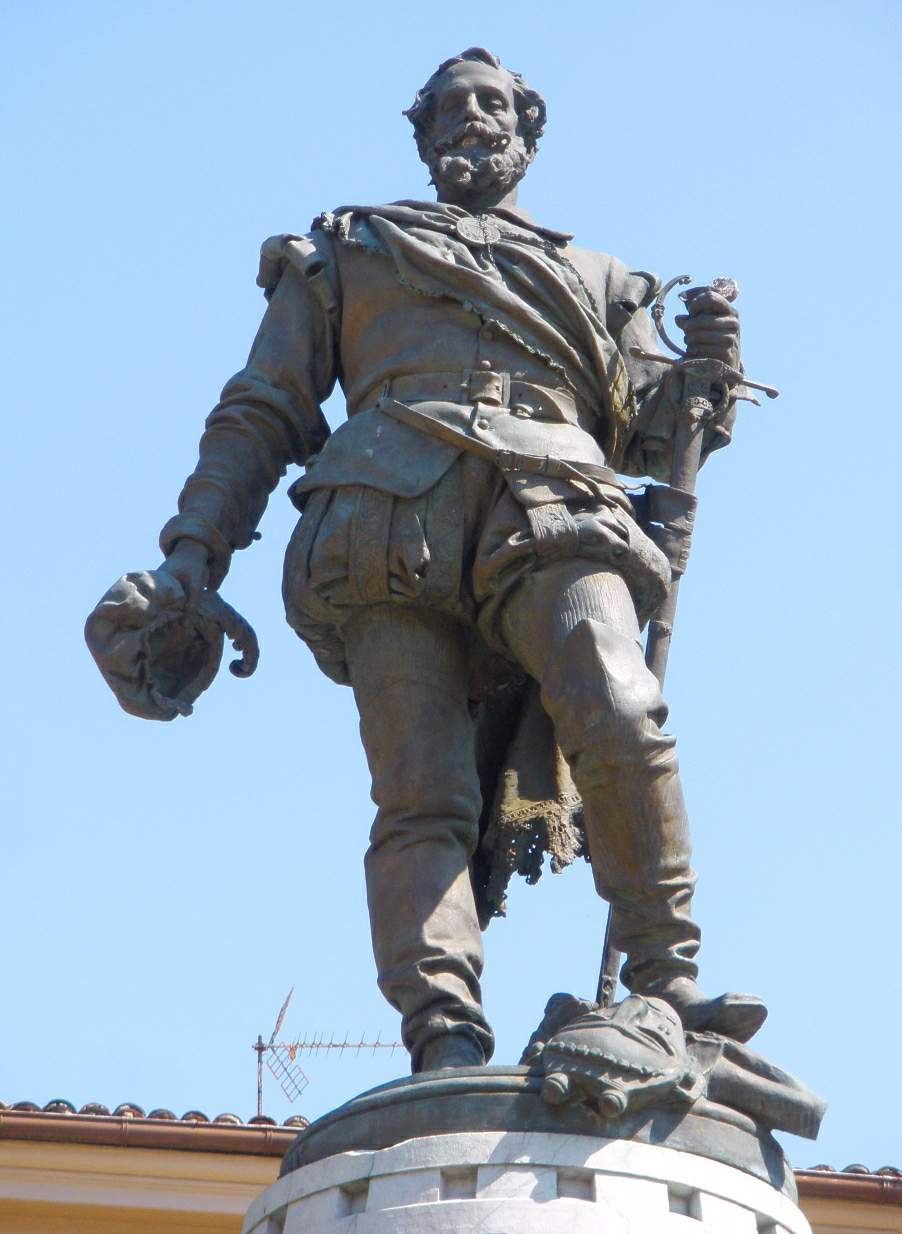
تمثال ليغازبي في ثوماراغا، أسبانيا.
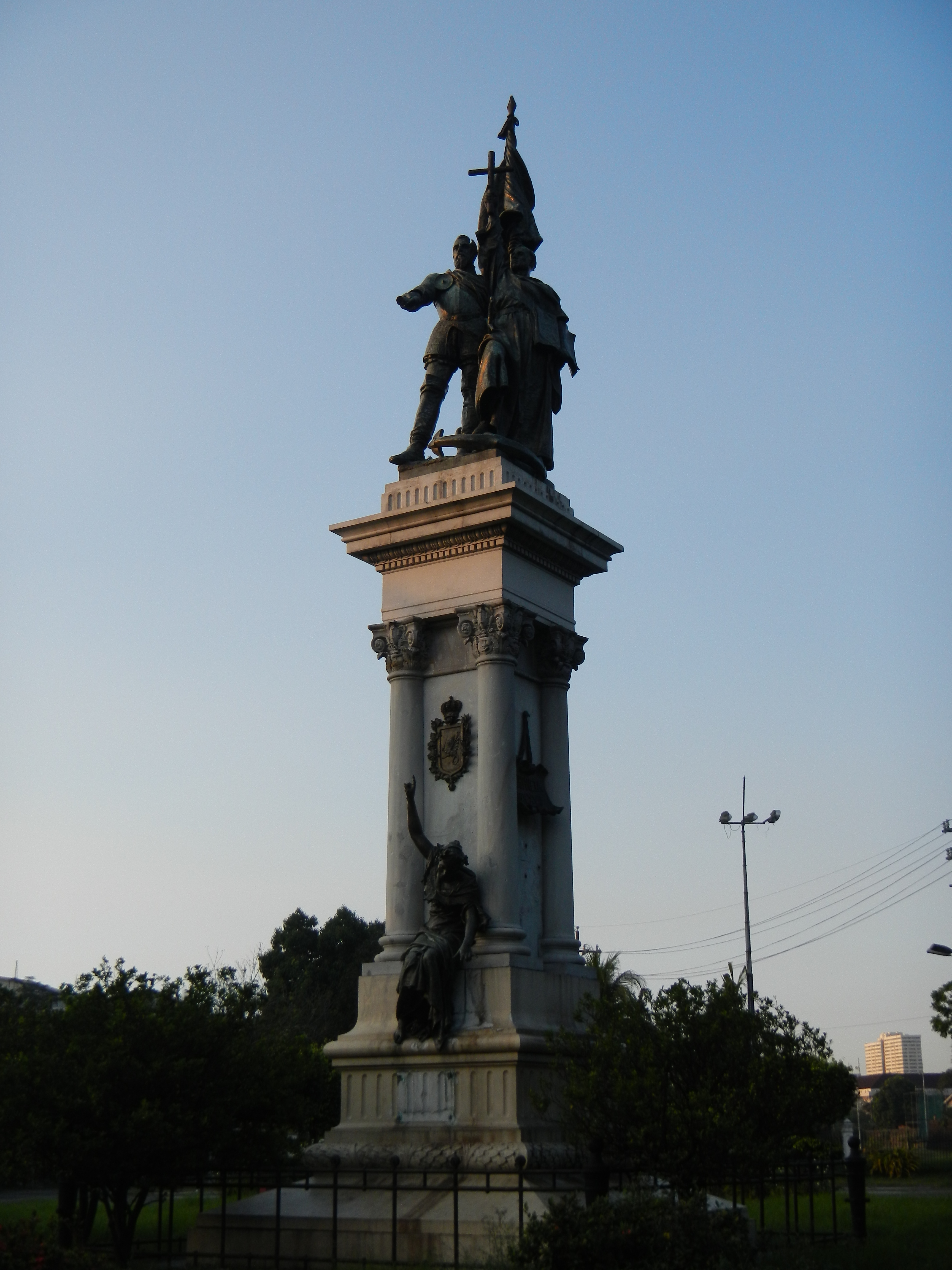
نصب ليغازبي-اوردانيتا في مانيلا.
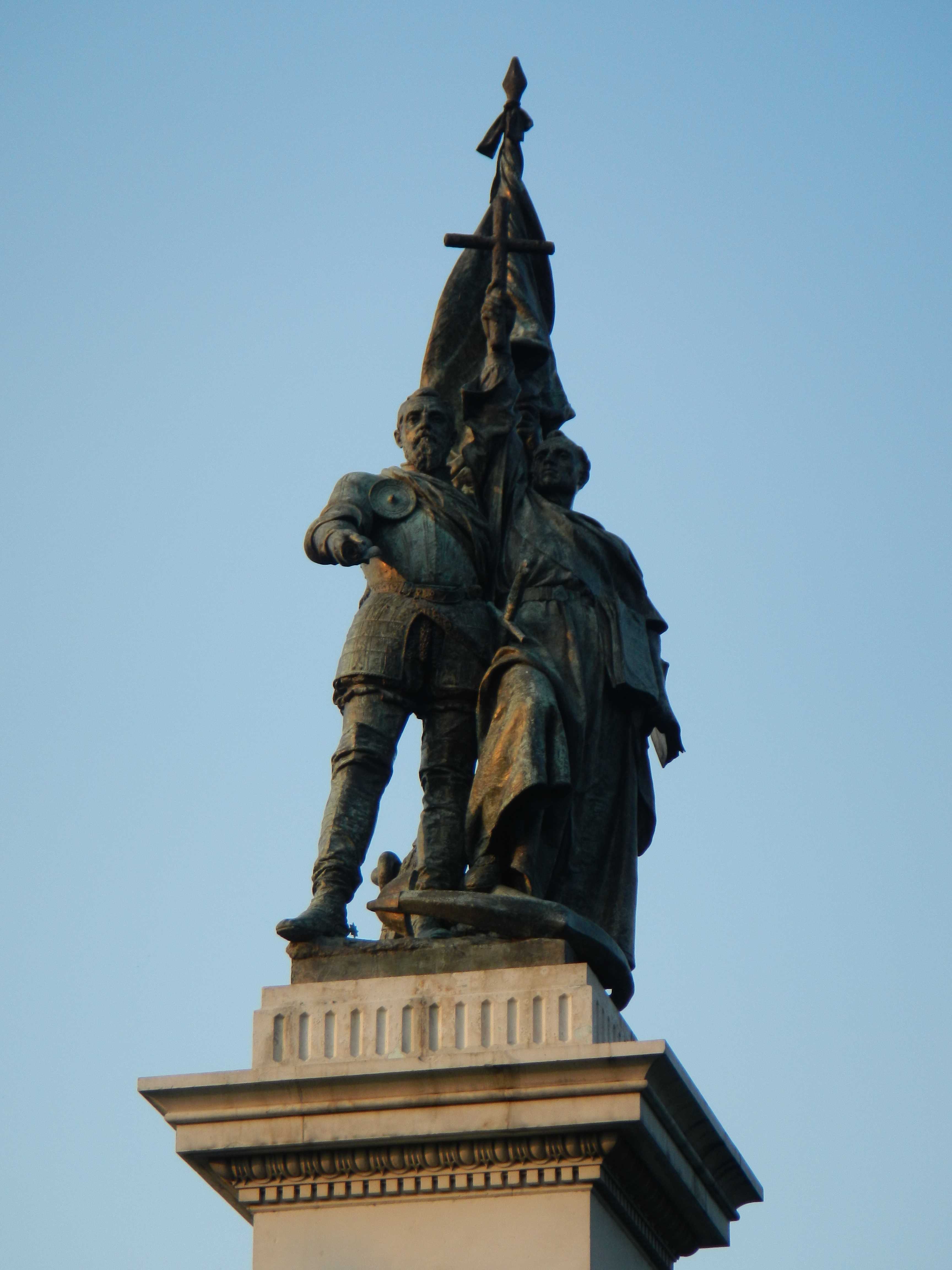
ميغيل لوبيز دي ليغزبي وأندريس دي اوردانيتا مانيلا.
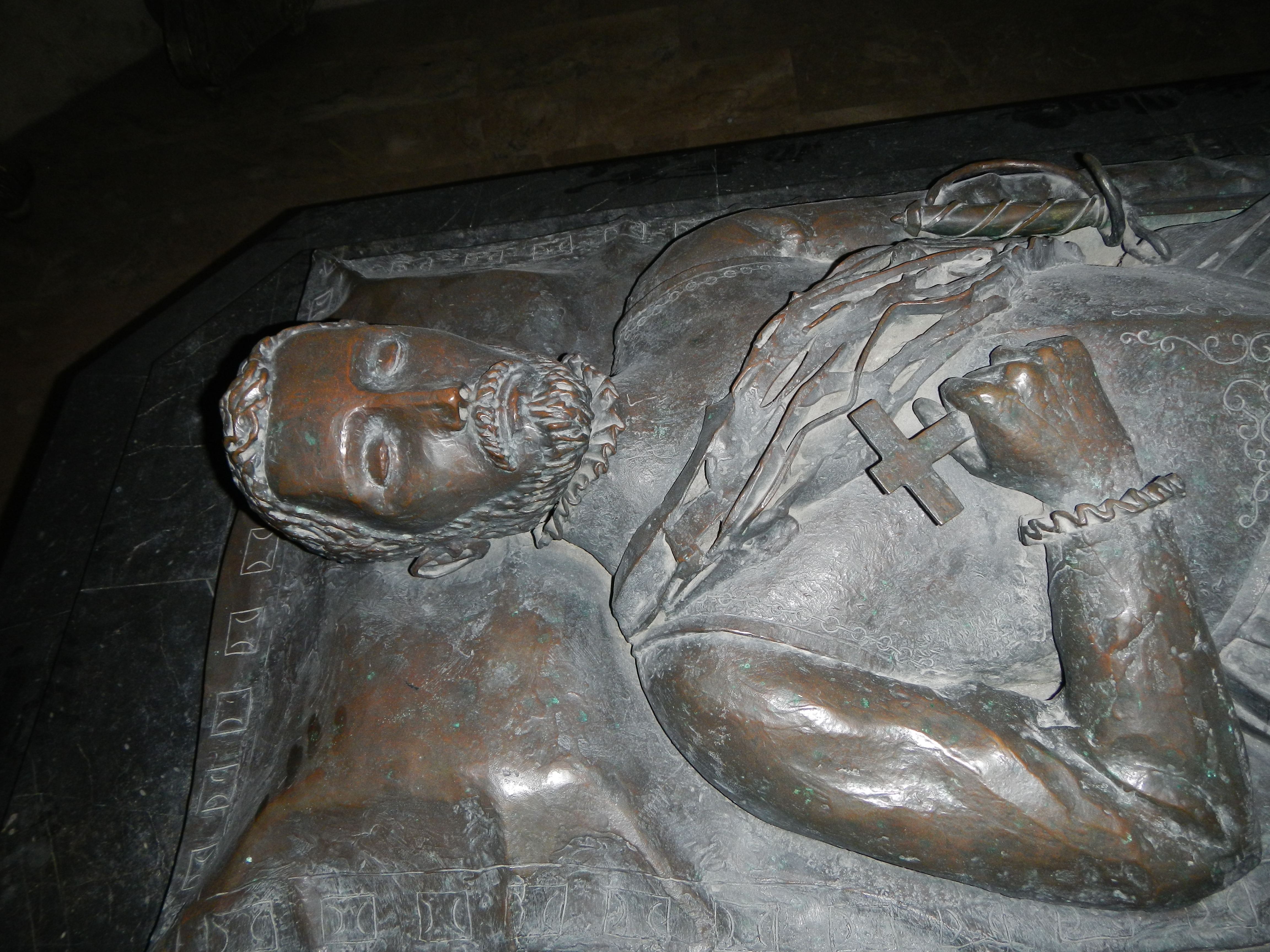
بقايا رفاته في كنيسة سان أوغسطين ، مانيلا.
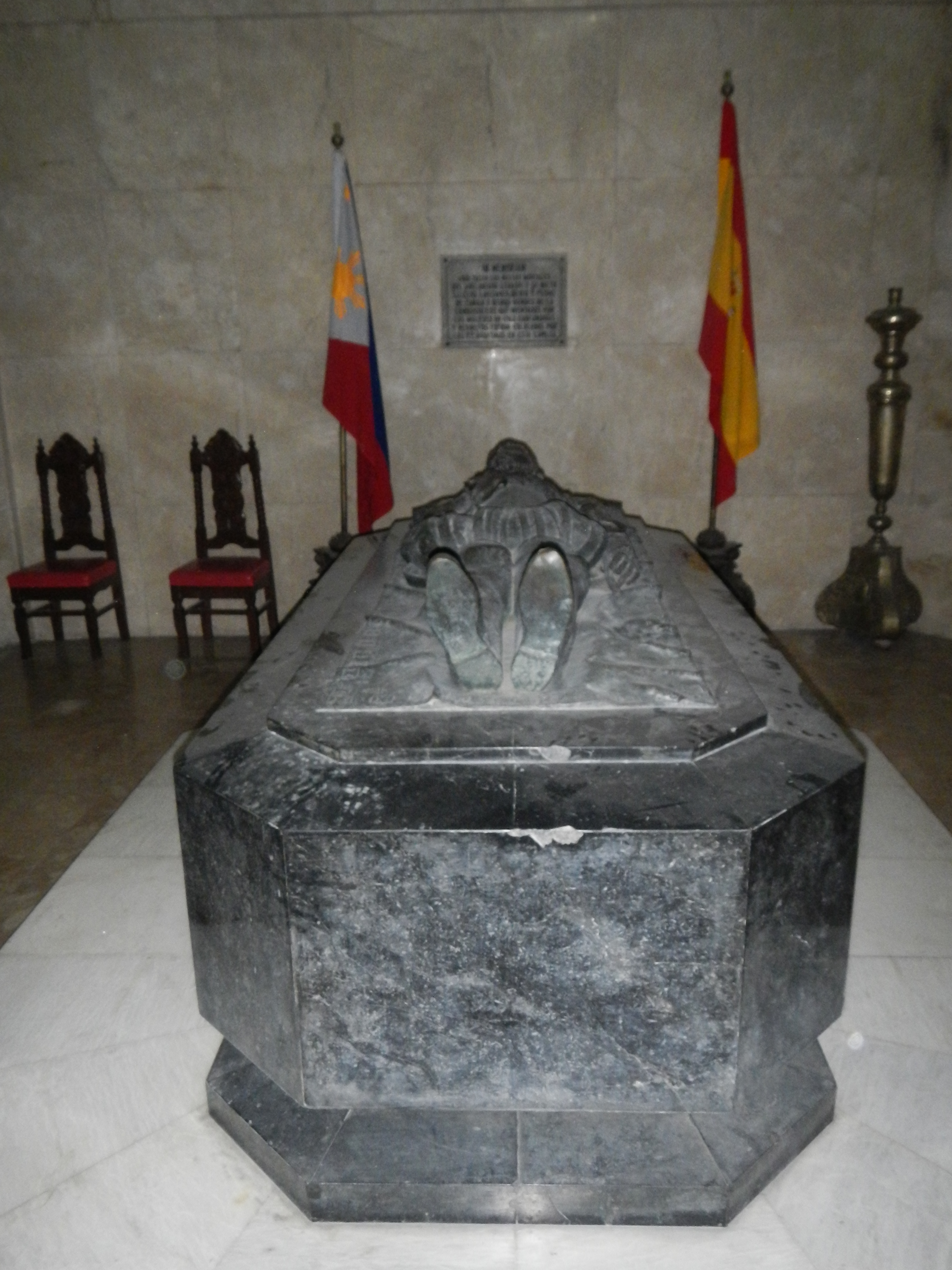
قبر ليغازبي في مانيلا
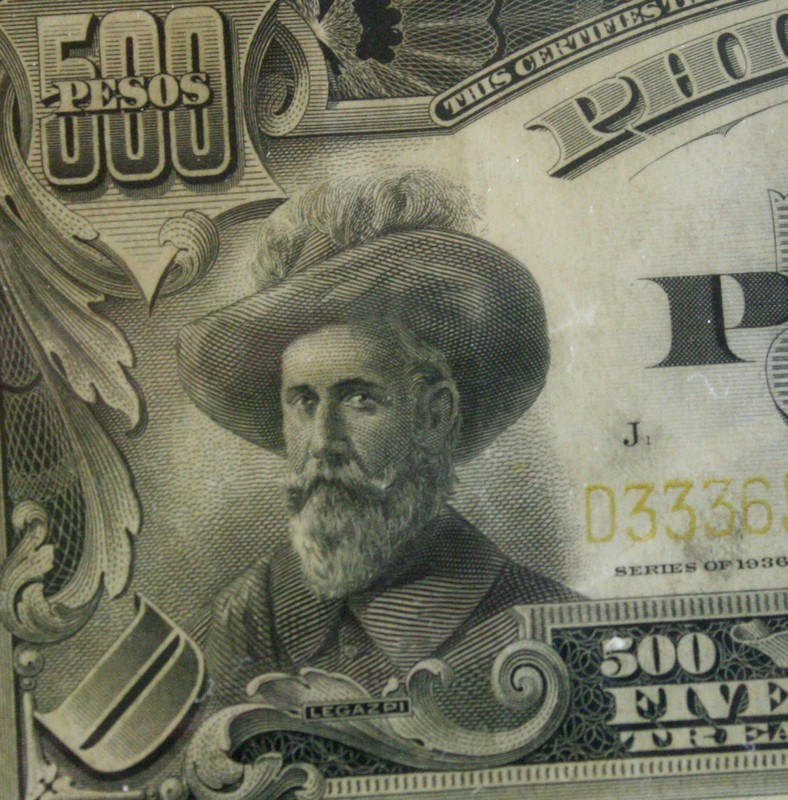
صورة ليغازبي على الأوراق النقدية فئة 500 بيزو ، عام 1936.
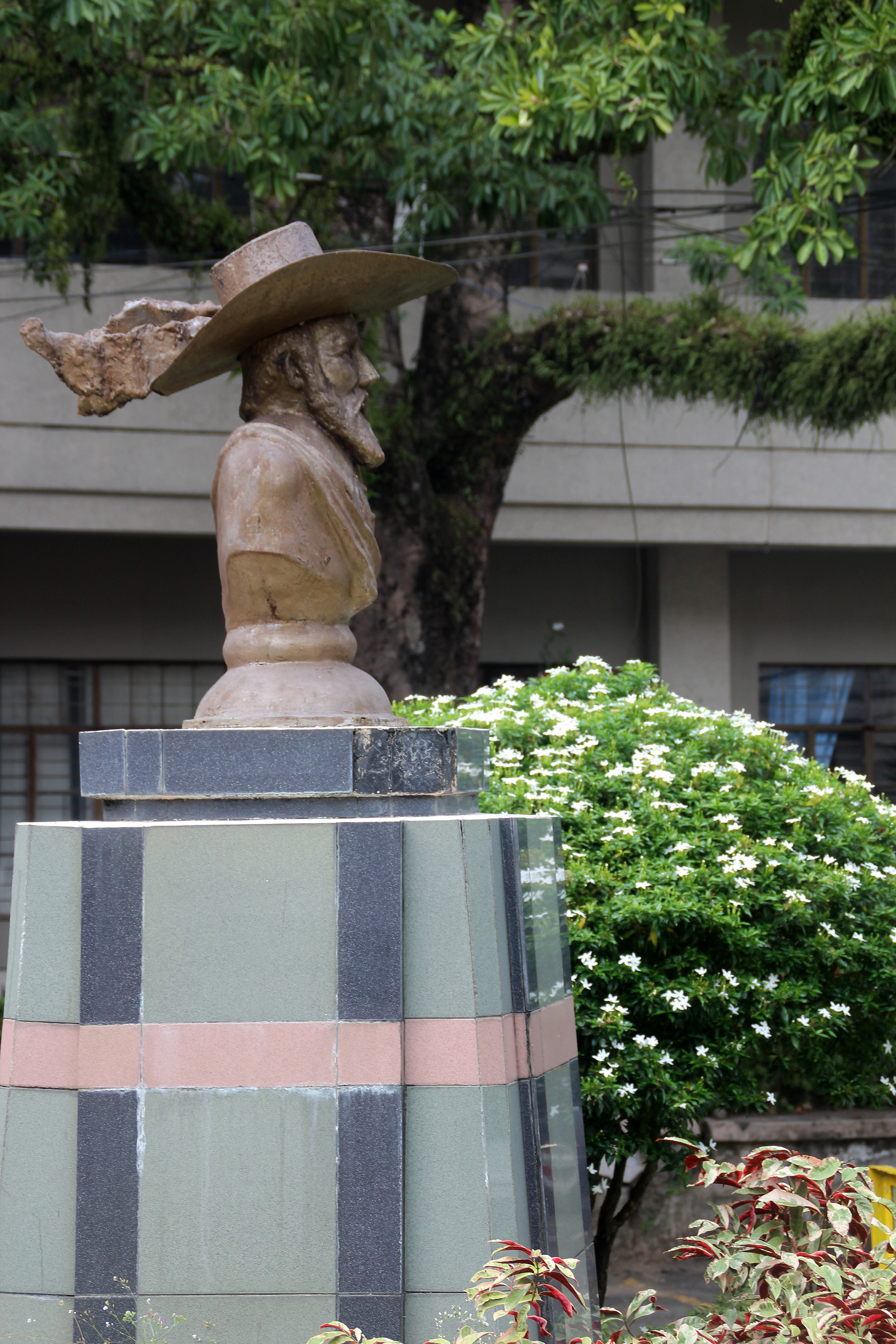
النصب التذكاري ليغازبي في قاعة المدينة في المدينة الفلبينية التي سميت على أسمه بعد وفاته.

## الهوامش
1. 1 2 3  قالب:Cite-Karnow –في كتاب "ميغيل لوبيز دي ليجازبي" و "مانويل دي ليجازبي": استخدم ستانلي كارنو اسم "مانويل دي ليغازبي" بطريقة خاطئة للإشارة إلى ميغيل لوبيز دي ليجازبي في قسم "الشخصيات البارزة ، والإسبانية" في قسم كتابه عن صفحة 446 ، ومع ذلك فإن "الفهرس" وكامل الكتاب لا يستخدمان سوى الاسم "ميغيل لوبيز دي ليجازبي" ؛ كما استخدم Karnow عن طريق الخطأ العام "1871" (كسنة تأسيس مانيلا كعاصمة) في قسم "مجموعة الشخصيات الرئيسية ، الإسبانية" ، لكن بقية الكتاب استخدم "1571" ، وتحديداً في الصفحات 43 47 و 49 و 485
2. ↑  
"Blood Compact", Bohol Philippines History website نسخة محفوظة 28 أكتوبر 2018 على موقع واي باك مشين.
3. ↑  جزر الفلبين ، 1493-1898 - المجلد 12 من 55 نسخة محفوظة 17 ديسمبر 2019 على موقع واي باك مشين.
4. 1 2 3 4 5  أم سي هاليلي (2004). التاريخ الفلبيني حتى 2004 ، هاليلي. مكتبة ريكس. ISBN:978-971-23-3934-9. مؤرشف من الأصل في 2017-02-27.
5. ↑  http://www.ibiblio.org/pub/docs/books/gutenberg/1/5/0/2/15022/15022.txt نسخة محفوظة 2016-03-04 على موقع واي باك مشين.
6. ↑  "بوابة الفلبين الإلكترونية". www.elib.gov.ph. 16 يونيو 2008. مؤرشف من الأصل في 2019-02-01.
7. ↑  تاريخ إيلويلو الجزء الأول - مركز أبحاث إيلويلو نسخة محفوظة 2016-03-04 على موقع واي باك مشين.
8. ↑  مان، تشارلز (2012). 1493: كشف العالم الجديد كولومبوس. راندوم هاوس ديجيتال. ص. 32. ISBN:978-0-307-27824-1. مؤرشف من الأصل في 2020-01-07.
9. ↑  سراج، سباستيان كروز (1997). بقايا أمة إيلونغو العظمى. شركة مكتبة ريكس. ص. 160. ISBN:978-971-23-2142-9. مؤرشف من الأصل في 2020-01-22.
10. ↑  ستانلي كارنو ، في صورتنا: إمبراطورية أمريكا في الفلبين ، ص 47.
11. ↑  أنطونيو دي مورغا. "تاريخ جزر الفلبين". مشروع غوتنبرغ. مؤرشف من الأصل في 26 سبتمبر 2009. اطلع عليه بتاريخ أغسطس 2020. {{استشهاد ويب}}: تحقق من التاريخ في: |تاريخ الوصول= (مساعدة)
12. 1 2  File:SanAgustinChurch,Manilajf0364 08.JPG - Wikimedia Commons نسخة محفوظة 7 نوفمبر 2016 على موقع واي باك مشين.

| مناصب حكومية                  | مناصب حكومية                      | مناصب حكومية           |
| ----------------------------- | --------------------------------- | ---------------------- |
| لقب جديد                      | الحاكم العام في الفلبين 1565–1572 | تبعه غيدو دي لافيزاريس |
| ألقاب تشريفية                 |                                   |                        |
| سبقه بيدرو مينينديث دي أفيليس | أديلانتادو 1571–1572              | انتهى                  |